# Tommy Lee Wallace

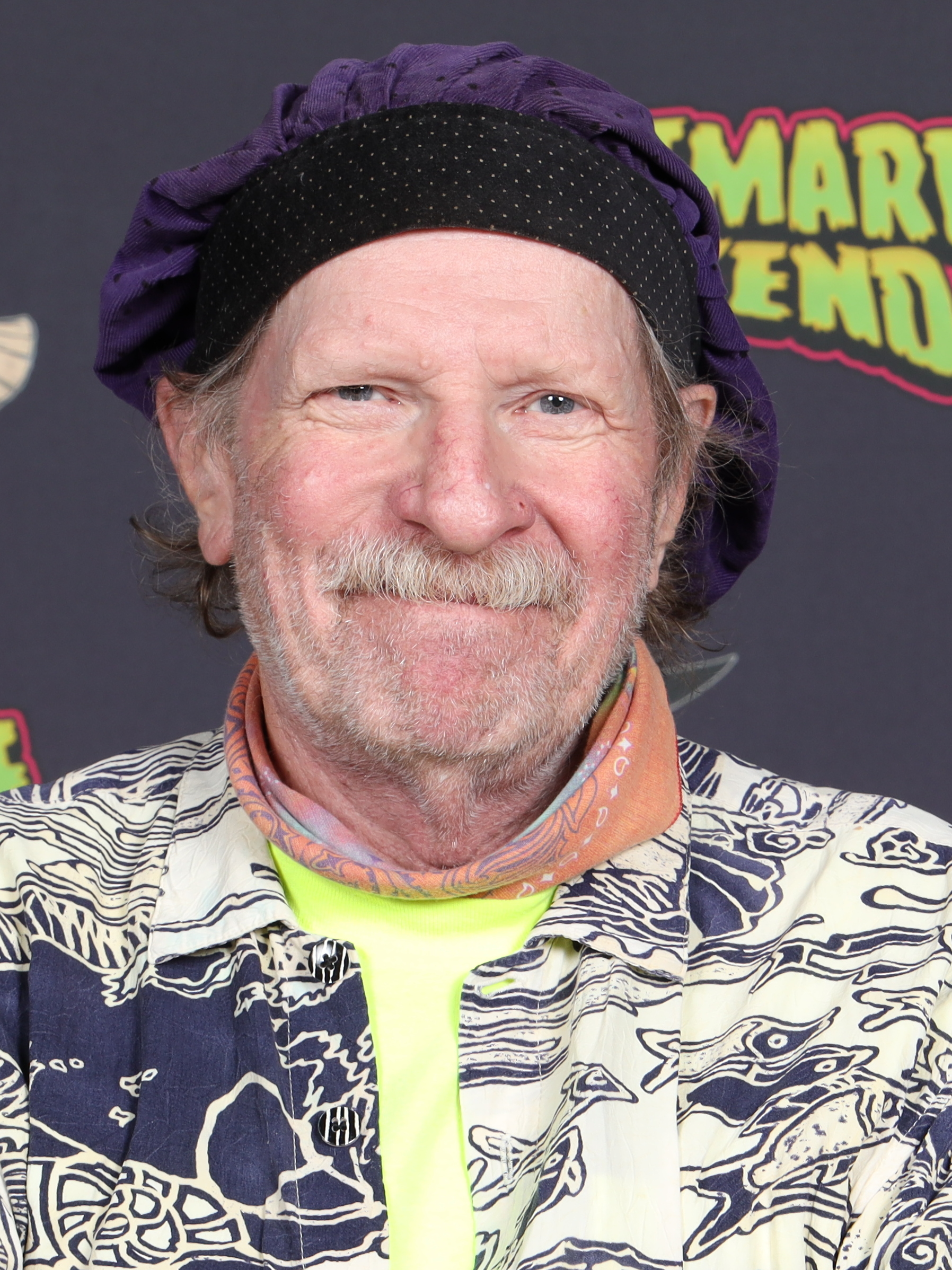
Tommy Lee Wallace (2024)

Tommy Lee Wallace (* 6. September 1949 in Somerset, Kentucky) ist ein US-amerikanischer Filmregisseur und Drehbuchautor. Er ist bekannt für seine klassischen Horrorfilme.

## Karriere
Tommy Lee Wallace drehte mit Halloween III und Vampires 2 bereits zwei Fortsetzungen zu Filmen von John Carpenter. Seine Karriere im Filmgeschäft begann er als Editor der beiden John Carpenter Filme Halloween – Die Nacht des Grauens (1978) sowie The Fog – Nebel des Grauens (1980). Carpenter engagierte Tommy Lee Wallace im ersten Halloween-Film als Szenenbildner, Artdirector, Locationscout und Co-Editor. Wallace kreierte die zum Markenzeichen gewordene Maske, die den ganzen Film über von Michael Myers getragen wird. Sie entstand aus einer Captain-Kirk-Maske, die er für 1,98 Dollar in einem Kostümladen am Hollywood Boulevard erworben hatte. Um das Aussehen von dem William Shatners, der den Captain Kirk gespielt hatte, zu unterscheiden, weitete Wallace die Augen und färbte die Gesichtshaut mit einem bläulichen Weiß. Im Manuskript hieß es als Vorgabe, Myers’ Maske habe die blassgrauen Gesichtszüge eines menschlichen Gesichts und sehe gespenstisch und leer aus.

## Filmografie (Auswahl)
Regie
- 1988: Mein Nachbar, der Vampir (Fright Night Part II)
- 1990: Stephen Kings Es (Stephen King’s It)
- 1992: Urlaubsflug auf die Insel des Grauens (Danger Island)

Regie und Drehbuch
- 1982: Halloween III (Halloween III – Season of the Witch)
- 2002: John Carpenter’s Vampires: Los Muertos

Drehbuch
- 1982: Amityville II – Der Besessene (Amityville 2 – The Possession)
- 1989: Lolita Kill (Far from Home)
- 2004: 12 Days of Terror (Fernsehfilm)